# Interdorsalkamm
Der Interdorsalkamm ist ein leistenförmiger Hautkamm auf dem Rücken vieler Haie. Er befindet sich zwischen der ersten, meist größeren, und der zweiten Rückenflosse und bildet mit diesen in der Draufsicht eine Linie. Als anatomisches Merkmal ist der Interdorsalkamm vor allem zur Unterscheidung der Arten innerhalb der Requiemhaie (Carcharhinidae) von Bedeutung.